# Bùi Thị Hòa
Bùi Thị Hòa (sinh ngày 15 tháng 4 năm 1965) là một nữ chính trị gia người Việt Nam. Bà từng là Chủ tịch Hội Chữ thập đỏ Việt Nam, Phó Chủ tịch Thường trực Hội Liên hiệp Phụ nữ Việt Nam.

## Xuất thân
Bùi Thị Hòa sinh ngày 15 tháng 4 năm 1965 quê quán ở Xã Tân Lập, huyện Lạc Sơn, tỉnh Hòa Bình.

## Giáo dục
- Tiến sĩ Triết học
- Cử nhân Luật

## Sự nghiệp
Tại hội nghị lần thứ nhất Ban Chấp hành Trung ương Hội Liên hiệp Phụ nữ Việt Nam khóa XII (nhiệm kỳ 2017 - 2022), bà Bùi Thị Hòa được bầu làm Phó Chủ tịch Hội Hội Liên hiệp Phụ nữ Việt Nam khóa XII.
Chiều 27/12/2021, tại Hà Nội đã diễn ra Lễ công bố quyết định của Ban Bí thư Trung ương Đảng về nhân sự Bí thư Đảng đoàn Hội Chữ thập đỏ Việt Nam. Theo đó, bà Bùi Thị Hòa - Phó Chủ tịch Thường trực Hội Liên hiệp Phụ nữ Việt Nam nhiệm kỳ 2017-2022 được điều động, chỉ định giữ chức Bí thư Đảng đoàn Hội Chữ thập đỏ Việt Nam.
Ngày 13/1/2022, tại Hà Nội, Trung ương Hội Chữ thập đỏ Việt Nam đã tổ chức Hội nghị Ban Thường vụ và Ban Chấp hành Trung ương Hội khóa X, kỳ họp thứ 6, để quyết định nhiều nội dung quan trọng, trong đó có công tác kiện toàn nhân sự.
Hội nghị đã bầu bổ sung bà Bùi Thị Hòa và bà Huỳnh Thị Xuân Lam tham gia Ban Thường vụ và Ban Chấp hành Trung ương Hội khóa X; bầu bà Bùi Thị Hòa giữ chức Chủ tịch Hội Chữ thập đỏ Việt Nam khóa X, nhiệm kỳ 2017-2022; bà Huỳnh Thị Xuân Lam giữ chức Phó Chủ tịch Hội Chữ thập đỏ Việt Nam khóa X, nhiệm kỳ 2017-2022.